# Ульянов, Владимир Григорьевич
Владимир Григорьевич Улья́нов (1908 — 1986) — советский оперный певец (баритон, драматический тенор).

## Биография
Родился 26 июня (9 июля) 1908 года в Екатеринбурге. В 1932 году окончил Свердловский музыкальный техникум, затем учился в ЛГК имени Н. А. Римского-Корсакова. В 1930—1931 годах солист Свердловского театра оперы и балета имени А. В. Луначарского. С 1934 года солист оперных театров Куйбышева и Алма-Аты, где исполнял партии баритона. С 1940 года перешёл на партии драматического тенора. В 1942 году дебютировал в партии Германа на сцене ГАТОБ имени С. М. Кирова, где работал до 1960 года. В 1951 году получил Сталинскую премию за исполнение в Кировском театре партии Андрея в опере Кабалевского «Семья Тараса».
Трижды выступал в Большом зале Ленинградской филармонии — в сборной камерной программе в ноябре 1945, с оркестром филармонии под управлением Эдуарда Грикурова в феврале 1949 и в концерте лауреатов Сталинской премии 29 марта 1953 года.
С 1963 года — преподаватель класса сольного пения Музыкальной школы для взрослых имени Н. А. Римского-Корсакова.

## Оперные партии
- «Евгений Онегин» П. И. Чайковского — Онегин
- «Свадьба Фигаро» Моцарта — Фигаро
- «Травиата» Дж. Верди — Жермон
- «Сказание о невидимом граде Китеже и деве Февронии» Н. А. Римского-Корсакова — Гришка Кутерьма
- «Чародейка» П. И. Чайковского — Юрий
- «Иван Сусанин» М. И. Глинки — Собинин
- «Кармен» Ж. Бизе — Хозе
- «Аида» Дж. Верди — Радамес
- «Тоска» Дж. Пуччини — Каварадосси
- «Пиковая дама» П. И. Чайковского — Герман
- «Семья Тараса» Д. Б. Кабалевского — Андрей
- «Паяцы» Р. Леонкавалло — Канио

## Награды и премии
- заслуженный артист РСФСР (1947)
- Сталинская премия второй степени (1951) — за исполнение партии Андрея в оперном спектакле «Семья Тараса» Д. Б. Кабалевского (1950) на сцене ГАТОБ имени С. М. Кирова